# Gunichi Mikawa
Gunichi Mikawa (三川 軍一 Mikawa Gun'ichi,  29. august 1888 – 25. februar 1981) var en vieceadmiral i den kejserlige japanske flåde under 2. verdenskrig.
Mikawa havde kommandoen over en styrke af tunge krydsere som opnåede en stor sejr over den amerikanske og den australske flåde i slaget ved Savo Island i Ironbottom Sound om natten mellem den 8. og 9. august 1942. Under slaget sænkede hans krydsere tre amerikanske krydsere samt den tunge australske krydser HMAS Canberra. Mikawas mistede ingen skibe i selve slaget, men den tunge krydser Kako blev sænket af en uopdaget amerikansk undervandsbåd S-44 på vej tilbage til sin base ved Rabaul på New Britain. Hans senere karriere var imidlertid en blandet succes, og han blev overført til mindre betydningsfulde poster efter tabet af en troppekonvoj der skulle til Ny Guinea.
Mikawa overlevede krigen og vendte tilbage til Japan hvor han døde i en alder af 92 år i 1981.

## Tidlige karriere
Mikawa blev født i Hiroshima-præfekturet. Han tog eksamen i den 38. årgang fra flådeofficersskolen i 1910 som den 3. bedste i sin årgang af 149 kadetter. Efter at have gjort tjeneste i krydserne Asama og Soya og slagskibene Satsuma og Kongō kom han på flådens torpedo- og artilleriskoler 1913-1914. I slutningen af 1914 gik han om bord på krydseren Aso for at gøre tjeneste under 1. verdenskrig, herunder en rejse til Kina. Dette blev fulgt af tjeneste på destroyeren Sugi og transportskibet Seito samt studier på det japanske flådeakademi.
I 1919-1920 var kaptajnløjtnant Mikawa tilknyttet den japanske delegation ved Versailleskonferencen i Frankrig.
I 1920'erne gjorde Mikawa tjeneste som 1. styrmand på en række skibe, herunder slagskibet Haruna og krydserne Tatsuta, Ikoma og Aso. Han var efterfølgende instruktør på flådens torpedoskole og beklædte flere andre meget synlige poster. I slutningen af årtiet var kommandørkaptajn Mikawa medlem af delegationen til London flådekonferencen og blev kort efter flådeattaché i Paris. Efter at være blevet for fremmet til kommandør vendte han i slutningen af 1930 tilbage til Japan for at beklæde administrative og træningsopgaver.
Han havde kommandoen på de tunge krydsere Aoba og Chōkai samt slagskibet Kirishima i midten af 1930'erne. Mikawa blev forfremmet til kontreadmiral den 1. december 1936.
Fra 1. december 1936 – 15. november 1937 var han stabschef for 2. flåde. Mikawa gjorde tjeneste ved flådens generalstab og overkommandoen fra 1937–1939 og derpå tog han igen til søs for at lede en række flåde eskadrer, først krydsere og senere slagskibe. Han blev forfremmet til viceadmiral den 15. november 1940.

## 2. verdenskrig
Da angrebet på Pearl Harbor fandt sted, havde Mikawa kommandoen over 3. slagskibsdivision. Han kommanderede personligt den første sektion af divisionen som en del af den afskærmningsstyrke som deltog i angrebet mens de resterende slagskibe blev sendt sydpå for at dække de japanske landgangstropper i Malaya. Mikawa anførte ligeledes fra front under Angrebet i det Indiske ocean og slaget ved Midway.
Fra 14. juli 1942 til 1. april 1943 havde Mikawa kommandoen over den nye 8. flåde i det sydlige stillehav, som fortrinsvis havde base i Rabaul på New Britain og Kavieng på New Ireland. I denne periode havde han kommandoen over de japanske flådestyrker, som var involveret i slaget om Guadalcanal og Felttoget på Salomonøerne. Om natten mellem den 8. og 9. august 1942 havde Miakawa kommandoen over en styrke tunge krydsere (og en destroyer), som besejrede den amerikanske og australske eskadre i slaget ved Savo Island i Ironbottom Sound ud for Guadalcanal.
Mikawa fik imidlertid nogen kritik fra sine overordnede for ikke aggressivt at have fulgt op på sin sejr. Han kunne have forfulgt mod syd og angrebet en konvoj af ubevæbnede amerikanske lastskibe, som lå for anker og ventede på daggry hvor de kunne fortsætte med at losse ammunition og forsyninger til 1. marinedivision, som var gået i land på Guadalcanal den 8. august. I stedet besluttede Mikawa at vende nordpå i sikkerhed på sin base ved Rabaul. Det eneste af Mikawas skibe, som blev sænket eller beskadiget var en af hans krydsere, som blev torpederet og sænket af den amerikanske undervandsbåd S-44 på tilbageturen til Rabaul.
Om natten mellem den 13. og 14. november 1942 ledede Mikawa en krydsereskadre, som kraftigt bombarderede den vigtige amerikanske flyvebase Henderson Field på Guadalcanal under søslaget ved Guadalcanal. Under hele slaget om Guadalcanal havde Tanaka ofte kommandoen over de hurtige forsyningsmissioner – "Tokyo Express" – hvor krigsskibe fragtede forstærkninger og forsyninger til de japanske enheder på Guadalcanal; men Tanakas forsøg på at landsætte japanske forstærkninger til basen Lae på Ny Guinea blev en katastrofe for japanerne i slaget i Bismarkhavet, som blev udkæmpet mellem japanske overfladeskibe og landbaserede amerikanske og australske fly.
Mikawa blev tvunget til at tage ansvaret for tabet af de fleste af Salomonøerne, og han blev sendt tilbage til bagområder, såsom Filippinerne. Admiral Mikawa sagde til flådens overkommando, at det at kæmpe mod amerikanerne på Salomonøerne, ikke var andet end at kaste japanske soldater, matroser, piloter og skibe ned i et "sort hul". Det havde Mikawa ret i, men hans overordnede i flåden og generalerne i hæren ville ikke høre på ham.
Mikawa gjorde tjeneste ved flådens generalstab og på andre poster i land mellem april og september 1943. Fra 3. september 1943 til 18. juni 1944 havde Mikawa kommandoen over 2. sydlige ekspeditionsflåde på Filippinerne. Herefter
havde han kommandoen over den meget lille "sydvestlige områdeflåde" og den meget udmarvede "13. luftflåde" fra 18. juni til 1. november 1944, også på Filippinerne. På dette tidspunkt stod det klart, at Japan ville tabe krigen. Efter at være blevet overført til tjeneste i land i Japan efter slaget ved Leytebugten i oktober 1944, trak Mikawa sig tilbage fra aktiv tjeneste i flåden i maj 1945.
Efter krigen levede admiral Mikawa et langt og forholdsvis stille liv i Japan, hvor han døde i en alder af 92 i 1981. Han overlevede således de fleste amerikanske militære ledere under krigen, herunder Chester Nimitz, Ernest J. King, Douglas MacArthur, William F. Halsey, Jr., Dwight D. Eisenhower, Hap Arnold, George C. Marshall, George S. Patton og Raymond Spruance.
Mikawa og Lang lanse torpedoen blev mindet i 1992 på et erindringsfrimærke fra Marshalløerne. Mikawa optrådte som person i den amerikansk/japanske film Tora! Tora! Tora! fra 1970, hvor han blev spillet af den japanske skuespiller Fujio Suga.

### Bøger
- D'Albas, Andrieu (1965). Death of a Navy: Japanese Naval Action in World War II. Devin-Adair Pub. ISBN 081595302X.
- Dull, Paul S. (1978). A Battle History of the Imperial Japanese Navy, 1941-1945. Naval Institute Press. ISBN 0-87021-097-1.
- Frank, Richard B. (1990). Guadalcanal : The Definitive Account of the Landmark Battle. New York: Penguin Group. ISBN 0-14-016561-4.
- Lacroix, Eric; Linton Wells (1997). Japanese Cruisers of the Pacific War. Naval Institute Press. ISBN 0870213113.
- Loxton, Bruce; Chris Coulthard-Clark (1997). The Shame of Savo: Anatomy of a Naval Disaster. Australia: Allen & Unwin Pty Ltd. ISBN 1-86448-286-9.
- Morison, Samuel Eliot (1958). The Struggle for Guadalcanal, August 1942 – February 1943, vol. 5 of History of United States Naval Operations in World War II. Boston: Little, Brown and Company. ISBN 0-316-58305-7.

### Eksterne kilder
- Naval Historical Center biografi over Gunichi Mikawa Arkiveret 9. juni 2004 hos  Wayback Machine
- FUTURA DTP biografi over Gunichi Mikawa Arkiveret 6. september 2004 hos  Wayback Machine
- Nishida, Hiroshi. "Materials of IJN: Mikawa, Gunichi". Imperial Japanese Navy. Arkiveret fra originalen 27. juni 2012. Hentet 2007-08-03.
- Chen, Peter. "Mikawa Gunichi". WW2 Database. Hentet 2007-08-03.